# Synagogue chorale de Tomsk
La synagogue chorale de Tomsk (en russe : Томская Хоральная Синагога) est située dans le quartier Leninski de la ville de Tomsk, rue Rosa Luxemburg no 38. Avec la synagogue d'Irkoutsk, ce sont les plus anciennes synagogues de Sibérie.

## Histoire
L'histoire de la synagogue de Tomsk commence en 1850, lorsque est construit un premier bâtiment en bois. Il a subsisté une demi-siècle puis est remplacé, en 1902, par un bâtiment en brique de deux étages. La synagogue est inaugurée officiellement le 15 septembre 1902. Les premiers rabbins sont successivement : Ber Levine (1902-1907), Boroukh Bery (1907-1915), Meir ben Shlomo Pevsner (1915-1929).
En 1929, la synagogue est fermée par les autorités soviétiques et jusqu'en 1999 elle est passée des mains d'une institution à une autre. Elle devint successivement un cinéma, une école militaire, un tribunal d'oblast. En 1999, après 70 années passées sans aucune réparation, le bâtiment se trouve dans un état fort délabré et il est enfin rendu à la communauté juive après 49 années d'utilisations gratuite à d'autres fins.
En décembre 2002, les travaux de restauration sont entrepris et sont complètement achevés en décembre 2010. Le 8 décembre 2010, elle est rouverte au culte.
La cérémonie d'ouverture a débuté par le rite traditionnel d'allumage des bougies en l'honneur d'Hanoucca. Puis, comme le prescrit la tradition juive, les rouleaux de la Torah sont apportés après avoir été terminés à la main. Ont participé à la cérémonie : le grand rabbin de Russie Berl Lazar (ru), le président des associations juives de la Communauté des États indépendants Lev Leviev, le grand rabbin de l'oblast de Tomsk Lévi Kamnetski, le maire de Tomsk Nikolaï Nikolaïtchouk. Après la cérémonie, les premières pierres de l'école et du jardin d'enfant ont été posées dans la cour.